# Кампу-Нову-ду-Паресис
Кампу-Нову-ду-Паресис (порт. Campo Novo do Parecis) — муниципалитет в Бразилии, входит в штат Мату-Гросу. Составная часть мезорегиона Север штата Мату-Гроссу. Входит в экономико-статистический микрорегион Паресис. Население составляет 26 562 человека на 2006 год. Занимает площадь 9448,384 км². Плотность населения — 2,8 чел./км².

## История
Город основан 4 июля 1988 года. 

## Статистика
- Валовой внутренний продукт на 2003 год составляет 508 434 875,00 реалов (данные: Бразильский институт географии и статистики).
- Валовой внутренний продукт на душу населения на 2003 год составляет 22 627,28 реалов (данные: Бразильский институт географии и статистики).
- Индекс развития человеческого потенциала на 2000 год составляет 0,809 (данные: Программа развития ООН).